# 斯圖代尼基
50°12′19″N 31°36′58″E / 50.20528°N 31.61611°E
斯圖代尼基（羅馬化：Studenyky）是位於烏克蘭北部的村莊，由基辅州鲍里斯皮尔区的斯圖德尼基市鎮負責管轄，並為該市鎮的行政中心。該村面積6.77平方公里，海拔高度112米，2001年人口1,911，人口密度每平方公里282.3人。